# Olbia Calcio 1994-1995
Questa pagina raccoglie le informazioni riguardanti l'Olbia Calcio nelle competizioni ufficiali della stagione 1994-1995.

## Rosa
| N. |                   | Ruolo | Calciatore            |
| -- | ----------------- | ----- | --------------------- |
|    | Italia (bandiera) | D     | Christian Alberti     |
|    | Italia (bandiera) | C     | Tommaso Tomas         |
|    | Italia (bandiera) | D     | Alessandro Ariu       |
|    | Italia (bandiera) | C     | Carlo Carta           |
|    | Italia (bandiera) | D     | Alberto Castiglioni   |
|    | Italia (bandiera) | C     | Alessandro Costa      |
|    | Italia (bandiera) | A     | Massimiliano De Mozzi |
|    | Italia (bandiera) |       | Diego Gavazzi         |
|    | Italia (bandiera) | P     | Manuel Ghizzardi      |
|    | Italia (bandiera) | D     | Marco Gori            |
|    | Italia (bandiera) | P     | Giovanni Indiveri     |
|    | Italia (bandiera) | A     | Massimiliano Laghi    |
|    | Italia (bandiera) | A     | Giuseppe Malafronte   |
|    | Italia (bandiera) | C     | Alessandro Manca      |

| N. |                   | Ruolo | Calciatore             |
| -- | ----------------- | ----- | ---------------------- |
|    | Italia (bandiera) | A     | Guido Margoleo         |
|    | Italia (bandiera) | D     | Marco Masala           |
|    | Italia (bandiera) | D     | Danilo Modde           |
|    | Italia (bandiera) | C     | Alessandro Occhioni    |
|    | Italia (bandiera) | C     | Sebastiano Pitta       |
|    | Italia (bandiera) | C     | Pier Giovanni Rutzittu |
|    | Italia (bandiera) | C     | Nicola Sanna           |
|    | Italia (bandiera) | A     | Raimondo Scanu         |
|    | Italia (bandiera) | C     | Piero Spanu            |
|    | Italia (bandiera) | D     | Devis Tonini           |
|    | Italia (bandiera) | C     | Ernesto Truddaiu       |
|    | Italia (bandiera) | D     | Michele Zeoli          |

|}
|}

## Risultati

### Campionato

#### Girone di andata
| 4 settembre 1994 1ª giornata | Lecco | 1 – 0 | Olbia |  |

| 11 settembre 1994 2ª giornata | Olbia | 3 – 1 | Pro Vercelli |  |

| 18 settembre 1994 3ª giornata | Solbiatese | 1 – 0 | Olbia |  |

| 25 settembre 1994 4ª giornata | Olbia | 0 – 1 | Saronno |  |

| 2 ottobre 1994 5ª giornata | Brescello | 0 – 0 | Olbia |  |

| 9 ottobre 1994 6ª giornata | Olbia | 0 – 3 | Cremapergo |  |

| 16 ottobre 1994 7ª giornata | Olbia | 0 – 1 | Torres |  |

| 23 ottobre 1994 8ª giornata | Lumezzane | 0 – 0 | Olbia |  |

| 30 ottobre 1994 9ª giornata | Olbia | 1 – 0 | Trento |  |

| 6 novembre 1994 10ª giornata | Centese | 0 – 0 | Olbia |  |

| 13 novembre 1994 11ª giornata | Olbia | 1 – 0 | Pavia |  |

| 20 novembre 1994 12ª giornata | Aosta | 1 – 1 | Olbia |  |

| 27 novembre 1994 13ª giornata | Olbia | 0 – 0 | Varese |  |

| 4 dicembre 1994 14ª giornata | Novara | 4 – 0 | Olbia |  |

| 11 dicembre 1994 15ª giornata | Olbia | 0 – 1 | Tempio |  |

| 18 dicembre 1994 16ª giornata | Valdagno | 1 – 0 | Olbia |  |

| 23 dicembre 1994 17ª giornata | Olbia | 1 – 1 | Legnano |  |

#### Girone di ritorno
| 15 gennaio 1995 18ª giornata | Olbia | 1 – 0 | Lecco |  |

| 22 gennaio 1995 19ª giornata | Pro Vercelli | 0 – 1 | Olbia |  |

| 29 gennaio 1995 20ª giornata | Olbia | 1 – 0 | Solbiatese |  |

| 12 febbraio 1995 21ª giornata | Saronno | 1 – 1 | Olbia |  |

| 26 febbraio 1995 22ª giornata | Olbia | 1 – 3 | Brescello |  |

| 5 marzo 1995 23ª giornata | Cremapergo | 1 – 1 | Olbia |  |

| 12 marzo 1995 24ª giornata | Torres | 1 – 0 | Olbia |  |

| 19 marzo 1995 25ª giornata | Olbia | 0 – 1 | Lumezzane |  |

| 26 marzo 1995 26ª giornata | Trento | 1 – 0 | Olbia |  |

| 2 aprile 1995 27ª giornata | Olbia | 2 – 2 | Centese |  |

| 9 aprile 1995 28ª giornata | Pavia | 2 – 0 | Olbia |  |

| 15 aprile 1995 29ª giornata | Olbia | 1 – 2 | Aosta |  |

| 23 aprile 1995 30ª giornata | Varese | 0 – 0 | Olbia |  |

| 30 aprile 1995 31ª giornata | Olbia | 1 – 1 | Novara |  |

| 7 maggio 1995 32ª giornata | Tempio | 3 – 1 | Olbia |  |

| 14 maggio 1995 33ª giornata | Olbia | 2 – 2 | Valdagno |  |

| 21 maggio 1995 34ª giornata | Legnano | 0 – 1 | Olbia |  |